# Graviange
Le  ruisseau du Graviange (ou le ruisseau de Graviange ou le Graviange) est un ruisseau français des départements de la Charente-Maritime et de la Gironde, affluent de la Saye et sous-affluent de la Dordogne par l’Isle.

## Géographie
Il prend sa source en Charente-Maritime à près de 90 mètres d'altitude sur la commune de Cercoux, trois kilomètres à l'ouest du bourg, près du lieu-dit Levrault.
Il rejoint la Saye en rive gauche, en Gironde, à moins de 20 mètres d'altitude, en limite des communes de Laruscade et de Tizac-de-Lapouyade, un kilomètre au nord du bourg de Marcenais, à proximité du lieu-dit Vinet.
Long de 11,1 km, il possède deux courts affluents répertoriés : le ruisseau du Pas de Jarnac et le ruisseau de Jarnac.